# Kalvholmen (vid Tammelund, Helsingfors)
Kalvholmen, finska: Vasikkaluoto, är en ö i Finland. Den ligger i Finska viken och i kommunen Helsingfors i landskapet Nyland, i den södra delen av landet. Ön ligger nära Helsingfors.
Öns area är 2,8 hektar och dess största längd är 330 meter i sydväst-nordöstlig riktning.